# 上三川城
上三川城（かみのかわじょう）は、栃木県河内郡上三川町上三川（下野国河内郡上三川）にあった日本の城。宇都宮氏にとって多功城と並ぶ南方を守る有力な支城であり、城主は横田氏と今泉氏であった。城跡の大部分は宅地化したが、本丸跡が上三川城址公園として残っている。

## 構造・遺構
往時の城は、東西約500 m×南北約800 mの長方形をしており、北辺は長泉寺・白鷺神社付近、東辺は台地の縁、南辺は小字下町の北部（真岡石橋街道付近）、西辺は普門寺付近であった。城跡はほぼ宅地化し、本丸跡を上三川城址公園として残すのみである。付近には東館・城道・馬場など、城があったことを窺わせる小地名が残る。
本丸は、北辺86 m、東辺93 m、南辺63 m、西辺91 m、高さ3 - 4 mの土塁に囲まれ、その内側は東西63 m×南北78 m（最大幅の値）で、面積は4,250 m2である。現役の城であった頃は、この中に城主の居館、執務空間、評定の間、勤番の詰所などがあったと考えられる。上三川城址公園となった後は、芝生広場が中央に広がり、散策園路に沿って野外ステージ、四阿、勝姫稲荷神社、銀明水などがある。園内にはサクラ、ツツジ、アジサイ、モミジなどが植えられ、春には花祭りが開かれる。
土塁の南西隅は隅櫓があったところで7 mと高くなっており、南辺は大手口に通じる虎口があったため、中央部が途切れている。城址公園として整備する前は、足の踏み場もないほどに、土塁上に雑木が茂っていたが、整備後は土塁に沿って遊歩道が敷かれた。虎口から15台分の無料駐車場へ向かって道が伸びており、往時は土橋が架かっていた。周囲の堀は北側を除いて埋め立てが進み、往時より細くなっている。北側に残る堀は、幅11 m、深さ3 mである。
二の丸には櫓や塀などがあったが、居住者はいなかったと考えられ、城主一族や重臣の屋敷は敷地の広い三の丸にあった。城内に屋敷を構えた重臣は、横田氏、上三川氏、中三川氏などである。
2022年（令和4年）現在、上三川城跡は国・県・町のいずれからも文化財指定を受けていない。前半期に城主を務めた横田氏と後半期に城主を務めた今泉氏の墓が、それぞれ上三川町内の寺院に残っており、いずれも上三川町指定史跡となっている。

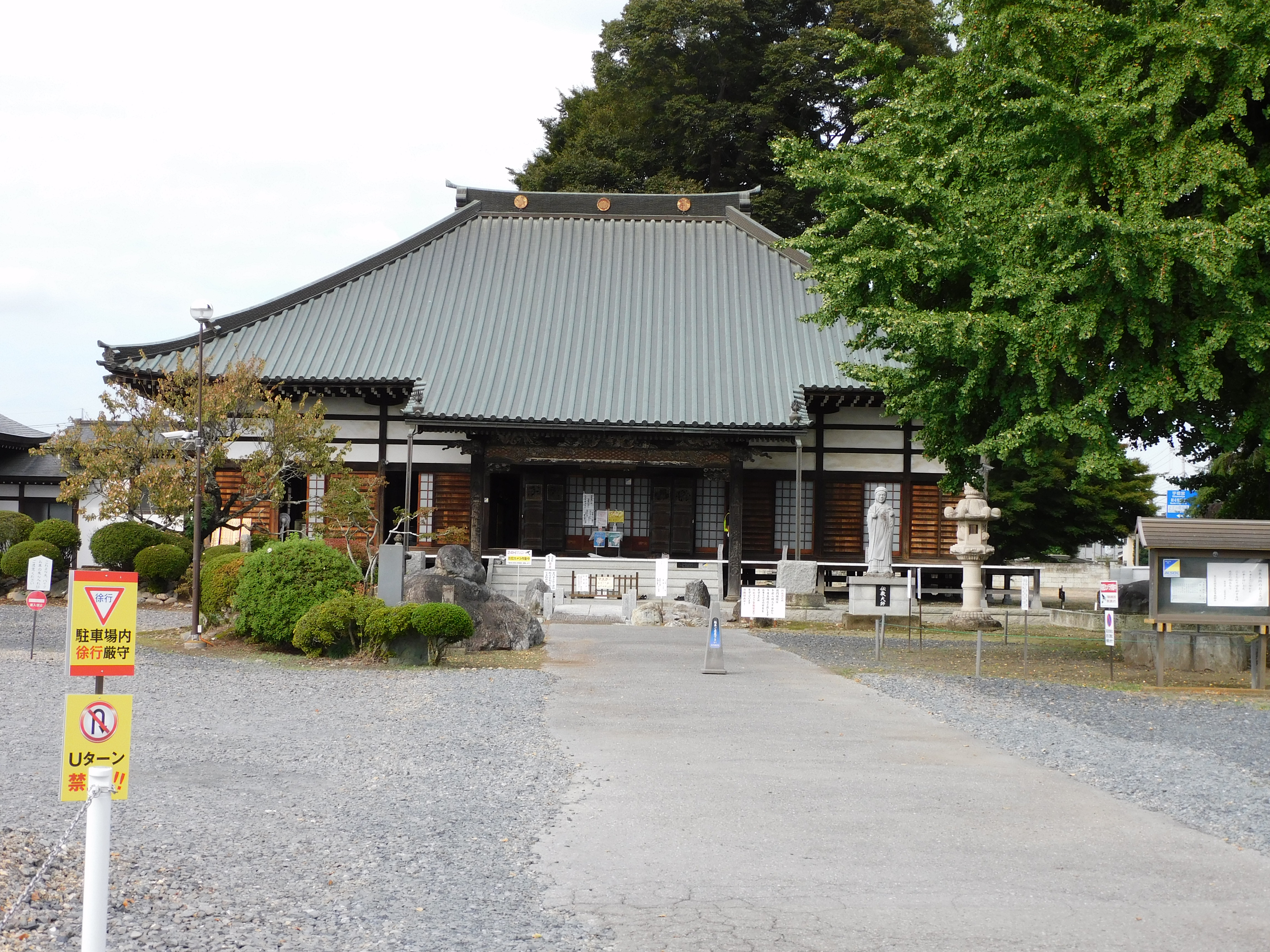
普門寺
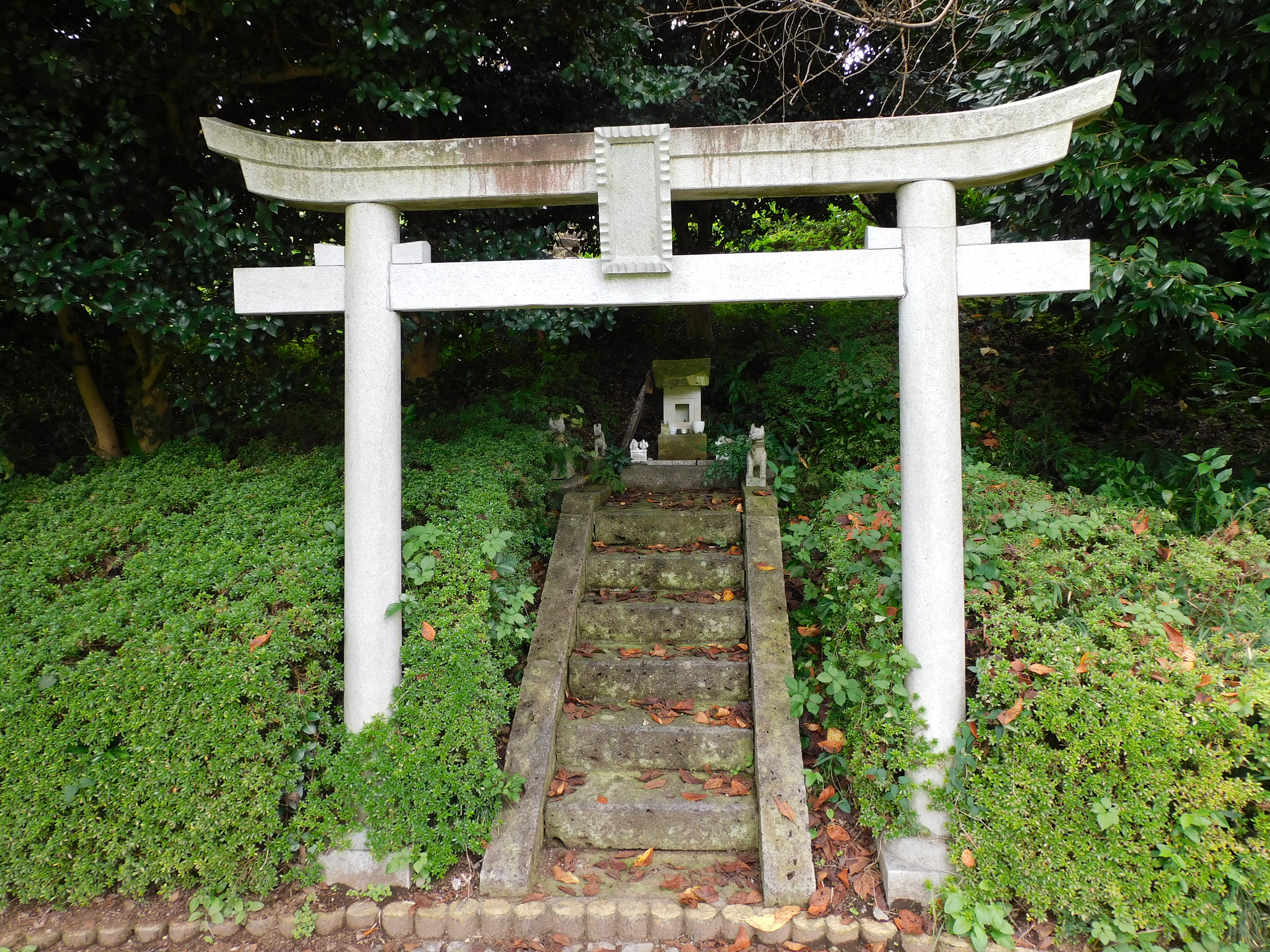
勝姫稲荷神社

## 歴史

### 横田氏の城主時代
宇都宮頼綱の次男である頼業は、分家して嘉禎3年（1237年）に河内郡横田郷兵庫塚に横田城を築き、横田氏と称した。しかし、宗家の宇都宮氏が南方へ勢力を伸ばし、宝治2年（1248年）に多功城が完成したこともあり、建長元年（1249年）秋に上三川城を築いて横田城から移った。築城当時の所領は1,000町歩という記録があり、貫高に換算すると3,000貫文、軍役に換算すると500騎に相当する。
横田氏が勢力を高め始めたのは3代城主の横田親業以降のことであり、親業は正清寺を、5代城主の横田貞朝は善応寺をそれぞれ建立した。6代城主の横田泰朝は足利氏満に仕えて鎌倉に住み、宇都宮宗家への出仕を怠ることが多かったため、一時宗家と不仲になるが、後に和解して次男の伴業を宇都宮氏綱の猶子にするほどになった。伴業は後に上三川氏を称した。
7代城主の横田師綱の時代、康暦2年（1380年）に、小山義政と宇都宮基綱が合戦を交える裳原の戦いが起きた。師綱は息子の綱業らとともに一族を率いて宇都宮方として奮戦したが、師綱は重傷を負って城に戻ったので、息子（綱業の弟）である今泉元朝を8代城主に迎えることとした。ただし、元朝が8代城主となったのは永享年間（1429年 - 1441年）とされ、計算上、師綱は負傷してからも50年ほど城主を続けたことになる。この件について『上三川町史』では、横田綱業が8代、その息子・綱俊が9代城主に就任した、としている。

### 今泉氏の城主時代
今泉氏が城主になって以降、元城主の横田氏は、上三川城三の丸に屋敷を構え、今泉氏を支える立場となった。
天文18年（1549年）9月の喜連川五月女坂の戦いでは、12代城主・今泉泰高と、その息子で13代城主の今泉泰光は、宇都宮方の先陣を切って奮戦した。続いて永禄元年（1558年）、上杉謙信は宇都宮城を落とす前哨戦として、多功城へ攻め込んだ（多功ヶ原の戦い）。この時、今泉氏は多功城主の多功長朝に加勢し、他の宇都宮方とともに、敵の先陣・佐野小太郎らを討ち取り敗走させた。相次ぐ戦での心身の疲労からか、泰光は父・泰高に先立ち天正5年（1577年）に亡くなり、康高も天正9年（1581年）に世を去った。
14代城主・今泉高光の時に、豊臣秀吉の朝鮮出兵があり、宇都宮宗家とともに、上三川城から数百人が朝鮮半島に渡った。文禄4年（1595年）に帰国すると、高光は上三川城へ戻らず、次の出兵に備えて大坂に詰めた。この頃、宗家の宇都宮氏に嗣子問題が発生した。当主・宇都宮国綱には息子がいなかったため、豊臣秀吉は浅野長重を養子にするように働きかけ、家老職にあった高光や北条勝時は大いに賛成した。これに反発した国綱の弟・芳賀高武は、勝時を京の四条河原で斬殺した。高武の勝時斬殺を伝え聞いた高光は恐れをなし、少数の家臣を連れて、すぐさま上三川城へ戻った。高光の上三川への帰城を察知した高武は、慶長2年5月2日（グレゴリオ暦：1597年6月16日）に数百騎を従えて上三川城へ夜襲をかけた。高光は応戦するも、城の四方に火を放たれて打つ手はなく、菩提寺の長泉寺まで逃れて従者ら15人と共に自害し、上三川城は落城した。

### 落城後
今泉高光の息子である今泉宗高は落城当時6歳で、高光の近臣の手助けを受けて、高光の弟である今泉五郎太夫（今泉重経）の館まで落ち延びた。そのまま叔父の今泉重経に引き取られ、成人後は、初代城主の横田頼業が築城した横田城跡を開拓し、宗高は帰農した。宗高の子孫は現代でも兵庫塚に居住している。
落城後に城が再建されることはなく、城跡は次第に宅地や農地へと変化した。城跡のうち本丸跡は、林に囲まれた畑地として利用された後、上三川城址公園として整備された。城址公園とする際に大幅な改変が加わり、本来の本丸の遺構は失われた。

## 伝説

### 白鷺神社の伝説
康暦2年（1380年）、小山義政が上三川城へ攻め込んだ際、明神の森を白鷺の群れが飛び交うさまを多数の白旗が風になびいている（敵兵が森に潜んでいる）と誤認し、義政は戦わずして退却した。この一件を明神の加護と讃え、それまで「白鷺明神」ないし「鷺明神」と呼ばれていた神社は「白鷺神社」に改められた。

### 片目の魚

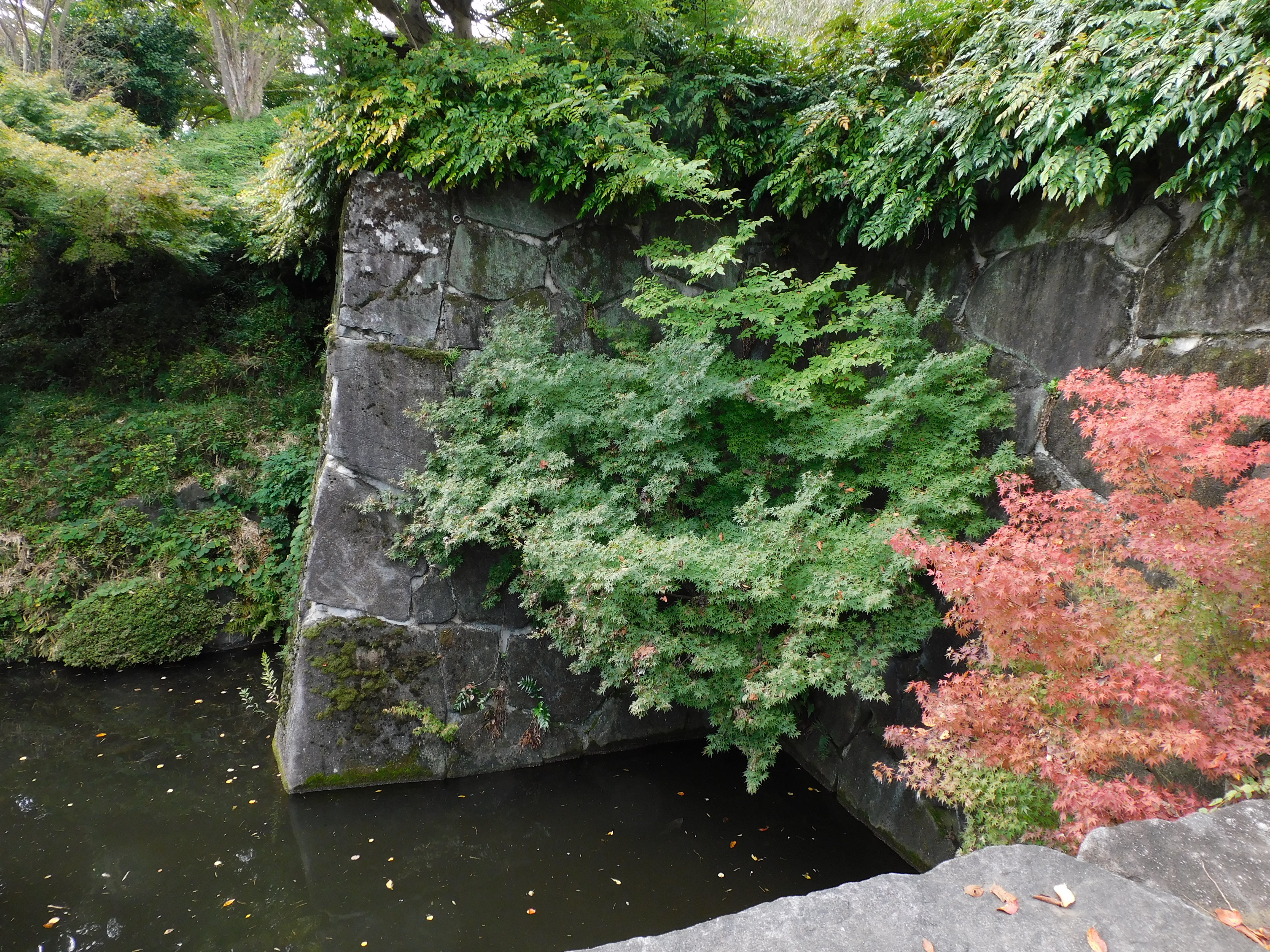
上三川城の堀

上三川城の落城に関連して、次のような伝説が残されている。
| 「 | 今泉高光には勝姫という美しい娘がおり、芳賀高武は勝姫に求愛していた。しかし、姫が布山源七という若き勇士との縁談をまとめたことを知り、高武は力ずくで姫を奪い取るべく、2人の祝宴が行われた慶長2年5月2日の夜に上三川城を襲撃した。「もはやこれまで」と悟った姫は懐剣で自身ののどを突こうとしたが、誤って片目を刺してしまった。父の高光は血まみれになった娘を抱き、堀に身を投げた。 それから長い年月が経ったある夏の日、村の老人が堀で数匹の魚を獲ってみたところ、すべての魚が片目だけであった。これを聞いた村人は、姫の化身に違いないと考え、誰も堀で魚を獲ることはなくなったのだと。 | 」 |

縁談・祝宴のくだりがなく、求愛を拒否されてもなお思いを募らせた芳賀高武が攻め込んできたとする語りや、「慶長2年5月2日の夜に今泉高光が大坂城から久しぶりに上三川城へ帰ってきたことを祝う宴会の最中に芳賀高武の軍勢に攻め込まれ、勝姫自らが薙刀を手に取り敵をなぎ倒したが、火矢を受けて『もはやこれまで』と悟り、堀に身を投げた。」という別の語りもある。また、高武の求婚を断ったのは、勝姫自身が嫌がったからとする語りと、妻に先立たれた悲しさのあまり、一人娘を嫁に出すことを高光が渋ったからとする語りがある。いずれにせよ、高武だけでなく、他からの縁談も断り続けていた、という点は共通する。
民俗学者の柳田國男は、「片目の魚伝説」が日本各地で伝承されてきたことと、片目の魚伝説が寺の前の池や神社の脇の清水で語り継がれていることが多いことを述べた。その中で、上三川城の「片目の魚」を紹介し、「姫が目を突き、堀に身を投げた因縁によって魚が片目になった」というが、その「因縁」が何を意味するのか、確かなことは分からないと述べ、強いて言えば、昔の大事件を記憶しておくために、噂として残しておいたのではないかとの見解を示した。

### 片目の泥鰌
上三川城の落城に関して、「片目の泥鰌（どじょう）」という伝説もある。
| 「 | 豊臣秀吉は、浅野長重を宇都宮国綱の養子にしてはどうか、という意向を示した。国綱が秀吉に仕え始めてまだ日が浅かったことから、秀吉の意に背くわけにはいくまいと、今泉高光は北条勝時に相談し、この件を受けることに決めた。これを知った芳賀高武は激怒し、大坂に上って秀吉に破談を申し入れ、勝時を四条河原で斬殺した。怒りの収まらない高武は、高光を殺そうと、小倉長左衛門と小宅三左衛門に上三川城攻めを命じた。慶長2年5月4日の夜、密偵から城内に防備がないことを伝えられると、小倉・小宅の両陣営は狼煙を合図に城内へなだれ込み、不意を突かれた高光は家臣らと長泉寺まで逃れて自害し、高光方は完全敗北を喫した。 高光の奥方は、「もはやこれまで」と悟り、懐剣で自身ののどを突こうとしたが、誤って片目を刺し、堀に身を投げた。堀には奥方の怨霊が片目の泥鰌となって永く棲み付いたのだと。 | 」 |

この語りには、次のような続きがある。
| 「 | 上三川城の落城から一夜が明けると5月5日、端午の節句であったが、近在の百姓や町民は悲嘆に暮れ、誰一人として幟を揚げようとしなかった。以来、上三川では端午の節句に幟を揚げない風習ができた。 城のそばにあり、小倉の軍勢が一時身を潜めた虚空蔵様（こくぞうさま）は、城主の一大事にもかかわらず、何らの功徳をもたらさなかったので、「コケ蔵様」と呼ばれるようになった。コケ蔵様は江川のほとりにあったが、耕地整理の際に行方不明になった。 | 」 |

## 歴代城主
初代から14代まで、348年続いた。
- 初代：横田頼業
- 2代：横田時業
- 3代：横田親業
- 4代：横田泰業
- 5代：横田貞朝
- 6代：横田泰朝
- 7代：横田師綱
- 8代：今泉元朝
- 9代：今泉盛朝
- 10代：今泉盛泰
- 11代：今泉盛高
- 12代：今泉泰高
- 13代：今泉泰光
- 14代：今泉高光

『上三川町史』では、7代城主・横田師綱の後、8代に横田綱業、9代に綱俊が就いたが、今泉元朝に城主を代行させていたとする。元朝が城主を代行している間に綱業は病死し、綱俊は宇都宮等綱に従って各地を流浪していたため、城内では今泉氏の勢力が高まり、幼少の横田綱親（綱俊の養子）に代わって元朝の息子・今泉盛朝が正式に10代城主に就いたという。
前半期に城主を務めた横田家累代の墓は臨済宗善応寺にあり、宝篋印塔である。後半期に城主を務めた今泉家累代の墓は曹洞宗長泉寺にあり、こちらも宝篋印塔である。どちらも上三川町指定史跡である。